# Ariwara no Yukihira
Ariwara no Yukihira (在原行平?   818 - 6 de septiembre de 893) fue un poeta y cortesano (kugyō) japonés que vivió a mediados de la era Heian. Fue el segundo hijo del Príncipe Abe, nieto del Emperador Heizei y hermano de Abe no Narihira. No se conoce su madre, pero se cree que fue la Princesa Imperial Izu, octava hija del Emperador Kanmu. Ambos hermanos recibieron el protocolo de shinseki kōka siendo los fundadores del clan Ariwara.

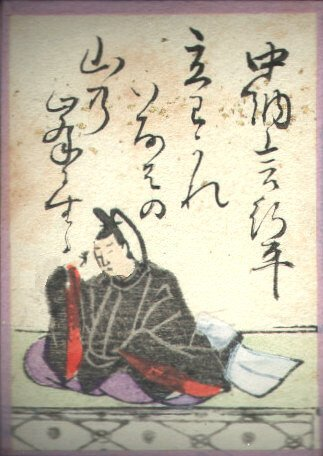
Ariwara no Yukihira, en el Hyakunin Isshu.

En 840 fue nombrado como kuroudo (guardián de los archivos imperiales) pero renunció poco después; también fue nombrado chambelán del Emperador Ninmyō. Hacia 855, el Emperador Montoku lo designó gobernador de la provincia de Inaba, cargo que desempeñaría hasta 857. En 870 fue promovido como sangi (consejero), y en 882 el Emperador Yōzei lo promovió a chūnagon. Adicionalmente ocupó numerosos cargos menores como gobernador de las provincias de provincia de Harima, Bizen, Shinano y Bitchū; también como Ministro de Agricultura e inspector de las provincias de Mutsu y Dewa.
Dentro de su poesía, once waka de su autoría fueron incluidos en el Kokin Wakashū. Participó en uno de los primeros concursos de waka a mediados de la década de 880. También fue fundador del Shōgakuin (奨学院?) en 881, una escuela con el fin de educar a miembros del clan Ariwara.